# 法華寺 (姫路市御国野町御着)
法華寺（ほっけじ）は、兵庫県姫路市御国野町御着にある日蓮宗の寺院で山号は大乗山である。旧本山は大本山本圀寺(六条門流)、達師法縁(繁珠会)。市内には同名寺院がある。付近には黒田官兵衛ゆかりの御着城跡、播磨国分寺、播磨国分尼寺の徳証寺などがある。

## 歴史
永享年間（1429年 - 1440年）に開創された法華堂が起源である。文明9年（1477年）、高照院日登の開基で寺とした。天正6年(1579年）に豊臣秀吉の御着城攻めで焼失した。

## 人物
- 高照院日登（開基）

## 境内
- 本堂
- 山門
- しだれ桜